# The Umbrella Academy
The Umbrella Academy é uma série de HQ's escrita por Gerard Way e ilustrada por Gabriel Bá, vencedora do Eisner Award de "Melhor Minissérie" em 2008. O enredo acompanha um grupo de seis crianças dotadas de super-poderes, que foram adotadas por um milionário e criadas como super-heróis. História Recomendada Para Leitores Adultos,Desaconselhável para leitores menores de 18 anos.
A série já teve dois volumes lançados pela editora Dark Horse, e o escritor manifestou a intenção de escrever pelo menos mais dois volumes. No Brasil, foi lançado pela editora Devir, além de estar disponível na plataforma de streaming Social Comics.

## História principal
The Umbrella Academy se passa em um universo alternativo onde o Presidente Kennedy não foi assassinado. A equipe principal é descrita como uma "família disfuncional de super-heróis" (semelhante ao Quarteto Fantástico). Em meados do século XX, em um inexplicável evento, quarenta e três crianças foram geradas espontaneamente por mulheres que não apresentavam sinais de gravidez. Das quais sete são adotadas por Sir. Reginald Hargreeves "O Monóculo", um alienígena mascarado de empresário, que pretende treina-las para salvar o mundo de ameças desconhecidas. Na edição "Suite do Apocalipse", a equipe se separa por um tempo até terem noticias sobre a morte de Hargreeves, e em sequencia eles reformam a equipe após um deles se tornar um super-vilão.

## Personagens
A academia é liderada por "O Monóculo" (Sir Reginald Hargreeves), um alienígena disfarçado como um empresário milionário e cientista renomado mundialmente. Ele adotou os membros da Umbrella Academy no nascimento que inclui Spaceboy (Luther Hargreeves), Kraken (Diego Hargreeves), Rumor (Allison Hargreeves), Séance (Klaus Hargreeves), Teletransporte (The Boy), Horror (Ben Hargreeves), e Violino Branco (Vanya Hargreeves).

## Volumes

### Volume 3: Hotel Oblivion
Em 2009 na San Diego Comic-Con, Gerard Way anunciou o terceiro volume seria intitulado de The Umbrella Academy: Hotel Oblivion. Rumores dizem que esse pode ser o retorno do Dr. Terminal, como referenciado pelo Spaceboy na frase "ninguém pode escapar do Hotel" na edição #3 da Suite do Apocalipse. A Dark Horse havia anunciado que Hotel Oblivion poderia ser lançado em 2010, mas isso não aconteceu.
Em 2017, durante o painel da Dark Horse na San Diego Comic-Con, foi confirmada a sequência intitulada Hotel Oblivion, para lançamento em 2018, contando com a mesma equipe criativa.

### Volume 4: Sparrow Academy
Em julho de 2020, Gerard Way revelou que o Vol. 4 seria intitulado The Umbrella Academy: Sparrow Academy.

### Histórias curtas
O primeiro conto foi lançado em 2 de Novembro, 2016 no site da Dark Horse Comics. O a primeira história impressa "...But the Past Ain’t Through With You." foi lançada em 2007 no Free Comic Book Day. Outra história, "Safe & Sound", foi publicada em Julho de 2007 online no Myspace pelo DH Presents.

## Adaptações

### Cinema
Uma versão para o cinema de The Umbrella Academy foi pedida pela Universal Studios. Que tinha como roteirista, Mark Bomback, porém em 2010 foi anunciado sua substituição por Rawson Marshall Thurber, que estava reescrevendo o roteiro.
Desde então, não houve novas informações sobre o desenvolvimento do filme. Numa entrevista em dezembro de 2012, Way declarou: "Eu diria que está saindo um pouco. De vez em quando, há uma explosão de movimento e é como eu reparei que Hollywood trabalha. Há uma explosão de movimento e depois uma explosão de nada. Nós na verdade pegamos um roteiro recentemente e é realmente ótimo, então eu acho que é apenas uma questão de esperar pela [Universal Studios] querer correr o risco nisso." Comparado Com A Serie,o quadrinho é muito mais pesado para leitores adultos recomendado para maiores de 18 anos.

### Televisão
Em julho de 2017, a Netflix anunciou uma série de TV adaptando a obra. A série tem Gerard Way como produtor e teve o lançamento em fevereiro de 2019.